# Branwell Brontë
Patrick Branwell Brontë (/ˈbrɒnti/, comúnmente /-teɪ/; 26 de junio de 1817 – 24 de septiembre de 1848), nombrado generalmente como Branwell Brontë, fue un pintor y escritor inglés. Fue el único varón de la familia Brontë, y hermano de las escritoras Charlotte, Emily y Anne.
A diferencia de sus hermanas, Branwell fue educado por su padre en casa. Recibía elogios por su poesía y las traducciones de obras clásicas. Sin embargo, cambiaba frecuentemente de trabajo, y se mantenía pintando retratos. Se aficionó al alcohol y las drogas, adicciones aparentemente agravadas por una relación fallida con una mujer casada.
Branwell murió un domingo por la mañana, el 24 de septiembre de 1848, en la habitación que compartía con su padre.

## Juventud

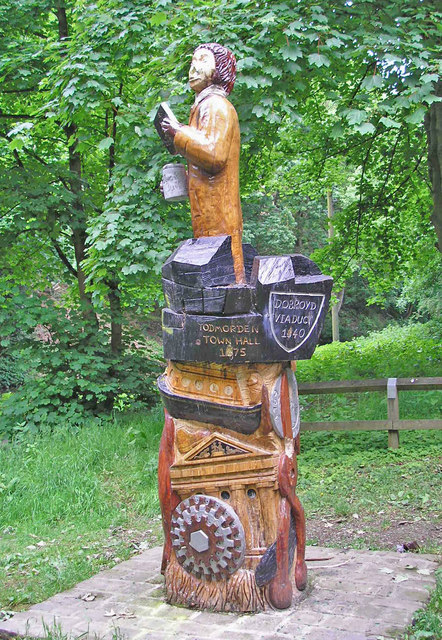
Estatua de madera en su honor junto a Sowerby Bridge

Branwell Brontë fue el cuarto de seis hermanos y el único hijo varón de Patrick Brontë (1777–1861) y su esposa, Maria Branwell Brontë (1783–1821). Nació en Thornton, cerca de Bradford, y se mudó con su familia a Haworth cuando su padre fue nombrado pastor de la parroquia de por vida en 1820.
Mientras cuatro de sus cinco hermanas fueron enviadas al internado de Cowan Bridge, Branwell fue educado en casa por su padre, quien le dio una educación clásica. Elizabeth Gaskell, biógrafa de su hermana, Charlotte, dice sobre la educación de Branwell: «Los amigos del Sr. Brontë le aconsejaron que enviara a su hijo al colegio; pero pensó en la fuerza de voluntad de su propia juventud en su forma de emplearla, y decidió que Patrick estaría mejor en casa, donde podía enseñarle él mismo, como lo había hecho con otros antes». Dos de sus hermanas mayores murieron poco antes de su octavo cumpleaños en 1825, hecho que le afectó profundamente.
Desde niño Branwell fue un voraz lector, y muy aficionado a las "Noctes Ambrosianae ", una colección de coloquios literarios ficticios que se publicaban en la Blackwood's Magazine.
Junto a su hermana Charlotte tomó el mando de una serie de juegos de rol fantásticos que ellas escribían e interpretaban llamados los "Hombres jóvenes", personajes basados en unos soldados de madera que su padre les había regalado. Las obras evolucionaron hasta convertirse en una intrincada saga basada en África Occidental sobre la ficticia Confederación Glasstown. Desde 1834 también colaboró y compitió con Charlotte para describir otro mundo imaginario: Angria. El interés particular de Branwell en estos paracosmos era su política y guerras, incluida la rivalidad destructiva entre sus héroes, Arthur Wellesley duque de Zamorna, que interpretaba Charlotte y su Alexander Percy, conde de Northangerland. El virtuosismo y la perspectiva de estos escritos es impresionante, pero también son repetitivos comparados con las contribuciones de Charlotte.
Aunque rodeado únicamente de compañía femenina, y sin las opciones que los miembros de su género le podrían haber aportado, parece que disfrutaba con sus primeras obras. En enero de 1829, con 11 años, comenzó a escribir una revista, más tarde llamada Branwell's Blackwood's Magazine, que incluía sus poemas, obras de teatro, críticas, historias y diálogos. A diferencia de sus hermanas, Branwell no había sido preparado para una carrera específica. A los 18 años, en su único intento real de encontrar trabajo tras la muerte de James Hogg, un escritor del Blackwood, escribió audazmente a la revista presentándose como sustituto. Entre 1835 y 1842, escribió un total de seis veces a la revista, enviando poemas y ofreciendo sus servicios arrogantemente. Sus cartas jamás recibieron respuesta. Comenzó a disfrutar de la compañía masculina en los pubs de Haworth y, en febrero de 1836, se unió a la logia masónica de las Tres Gracias de Haworth a la edad más joven permitida.
De 1829 a 1830, Patrick Brontë contrató a John Bradley, un artista de la localidad vecina de Keighley, como maestro de dibujo para sus hijos. Bradley, más que un instructor profesional, era un artista de cierta reputación local, pero bien pudo haber fomentado el entusiasmo de Branwell por el arte y la arquitectura. Bradley emigró a América en 1831, y Branwell Brontë continuó sus estudios con el retratista William Robinson. En 1834 pintó un retrato de sus tres hermanas. Incluyó su propia imagen, pero quedó insatisfecho con ella y la cubrió con pintura. Este retrato, conservado en la National Portrait Gallery, es ahora una de las imágenes más conocidas de las hermanas.
En 1835 escribió una carta a la Royal Academy of Arts solicitando ser admitido. Sus primeros biógrafos relataban el traslado a Londres para estudiar pintura, que terminó rápidamente a causa de sus dispendios en bebida. Otros biógrafos especularon que se sentía demasiado intimidado como para presentarse en la Academia. Investigadores más modernos sugieren que no envió la carta ni hizo el viaje a Londres.
Según Francis Leyland, amigo de Brontë y futuro biógrafo de la familia, su primer trabajo fue como ujier en una escuela de Halifax. Más probablemente, trabajó como retratista en Bradford en 1838 y 1839. Aunque algunas de sus pinturas, como la de su casera, la Sra. Kirby, y un retrato de Emily muestran talento tanto en un estilo formal como informal, otros retratos carecen de vida. En 1839 tuvo que regresar endeudado a Haworth.

## Adultez

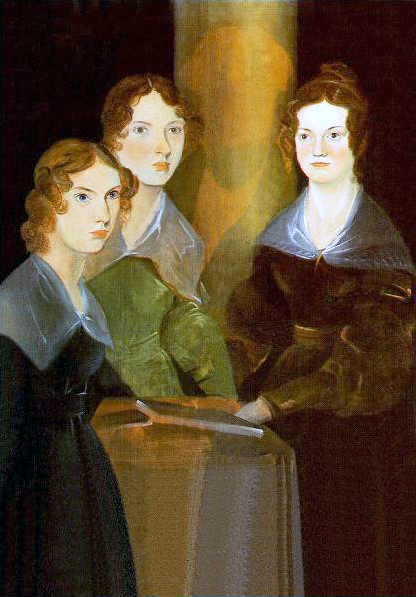
Branwell eliminó su figura de este retrato de sus tres hermanas

Junto a su padre, Branwell repasaba los clásicos con miras a un futuro empleo como tutor. A principios de enero de 1840 empezó a trabajar con la familia de Robert Postlethwaite en Broughton-in-Furness. Durante este periodo, escribió cartas a sus amigos de pub en Haworth que dan una imagen vívida del humor escabroso de Branwell, su jactancia y su necesidad de ser aceptado en un mundo de hombres. Según Brontë, inició su trabajo con una desenfrenada ronda de copas en Kendal.
Durante este empleo, Branwell continuó con su trabajo literario, incluso el envío de poemas y traducciones a Thomas de Quincey y Hartley Coleridge, que vivían en el Distrito de los Lagos. Por invitación de Coleridge, visitó al poeta en su cabaña, quien lo animó a continuar con sus traducciones de las Odas de Horacio. En junio de 1840 envió las traducciones a Coleridge, a pesar de haber sido despedido de Postlethwaites. Según la biografía de los Brontë de Juliet Barker, Es probable que Branwell hubiese engendrado un hijo ilegítimo durante su estancia en la ciudad, pero otros sospechan que esto no es más que otra de sus jactancias. Coleridge comenzó a redactar una carta alentadora sobre la calidad de las traducciones entre noviembre y diciembre de 1840, pero nunca llegó a terminarla. En octubre de 1840, Branwell se mudó cerca de Halifax, donde tenía muchos buenos amigos, entre ellos el escultor Joseph Bentley Leyland y Francis Grundy. Obtuvo un empleo en el ferrocarril de Manchester y Leeds, al principio como "asistente administrativo a cargo" en la estación de tren de Sowerby Bridge, donde le pagaban 75 libras esterlinas al año. Más tarde, el 1 de abril de 1841, fue ascendido a "empleado a cargo" en la estación de tren de Luddendenfoot en West Yorkshire, donde su salario aumentó a 130 libras esterlinas. Sin embargo, en 1842 fue despedido debido a un déficit en las cuentas de 11 libras, 1 chelín y 7 peniques. Probablemente lo había robado Watson, el portero, que quedaba a cargo cuando Brontë se iba a beber. El despido fue atribuido más a su incompetencia que al robo y la suma faltante se dedujo de su salario.
En enero de 1843, después de nueve meses en Haworth, consiguió otro trabajo como tutor en Thorp Green, para el hijo pequeño del reverendo Edmund Robinson. Su hermana Anne había sido institutriz allí desde mayo de 1840. Como de costumbre, al principio todo fue bien, y Charlotte informó en enero de 1843 que sus hermanos eran "maravillosamente valorados". Durante sus 30 meses de servicio, Branwell mantuvo correspondencia con varios viejos amigos hablando de su creciente enamoramiento por la esposa de Robinson, Lydia, de soltera Gisborne, una mujer encantadora y sofisticada, casi quince años mayor que él. Le escribió, tal vez poco confiado, a uno de sus amigos diciéndole que "mi señora está malditamente encariñada conmigo". En julio de 1845 le despidieron.  Según Gaskell, "recibió una intimidante y severa carta de despido, diciendo que sus acciones habían sido descubiertas, calificándolas como malas más allá de toda expresión y exigiéndole, bajo pena de denuncia, interrumpir inmediatamente y para siempre, cualquier comunicación con todos los miembros de la familia." Se han dado múltiples explicaciones sobre el asunto, incluso unas relaciones inapropiadas con una hija o hijo de los Robinson, o hasta que pudiera haber pasado cheques falsificados. La explicación más probable es el propio relato de Branwell, que tuvo un romance con la Sra. Robinson, con  quien tenía la esperanza de casarse cuando su esposo falleciera. Durante varios meses después de su despido, recibió regularmente pequeñas cantidades de dinero desde Thorpe Green, enviadas por la propia Sra. Robinson, probablemente para disuadirlo de chantajear a su antigua empleadora y amante.
Brontë regresó a la casa parroquial de Haworth con su familia, donde buscó otro trabajo, escribió poesía y trató de adaptar material de Angrian en un libro llamado And the Weary are at Rest. Durante la década de 1840, varios de sus poemas fueron publicados en periódicos locales con el seudónimo "Northangerland", lo que lo convirtió en el primero de los Brontë en ser un poeta publicado.
Poco tiempo después de la muerte del Sr. Robinson, la Sra. Robinson dejó claro que no se casaría con Branwell, quien luego "cayó en el alcoholismo crónico, los opiáceos y las deudas". Las cartas de Charlotte que datan de esas fechas demuestran que estaba enojada por su comportamiento. En enero de 1847, Branwell escribió a su amigo Leyland comentándole sobre la vida fácil que esperaba: "intentar hacerme un nombre en el mundo de la posteridad, sin ser molestado por las pequeñas pero innumerables molestias". Su comportamiento se volvió cada vez más vergonzoso e imposible de manejar para la familia. Logró prenderle fuego a su cama, tras lo que su padre empezó a dormir con él por la seguridad de la familia. Hacia el final de su vida, enviaba continuas notas a un amigo pidiéndole "Cinco peniques de ginebra". Charlotte escribió a su editor contándole que su hermano había muerto sin enterarse siquiera de que sus hermanas habían publicado sus obras.

## Muerte

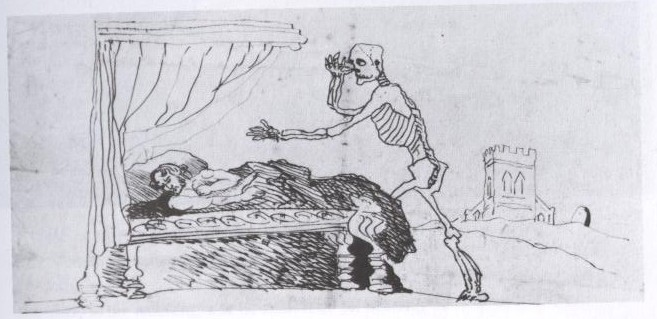
Dibujo del propio Branwell (1847) caricaturizando su muerte

El 24 de septiembre de 1848, Brontë murió en la casa parroquial de Haworth, probablemente debido a una tuberculosis agravada por delirium tremens derivado del alcoholismo y adicción al láudano y al opio, a pesar de que su certificado de defunción señala "bronquitis crónica-marasmo" como causas.
En la biografía de Charlotte Elizabeth Gaskell relata que uno de los que atendió a Branwell al final de su enfermedad, escuchó su deseo de morir de pie como última voluntad de libre albedrío mientras tuviera vida, "y cuando empezó la última agonía, insistió en asumir la posición que acabo de mencionar". El 28 de septiembre de 1848 fue enterrado en el panteón familiar.